# DR Strings
DR Strings est une entreprise de fabrication de cordes pour guitares électriques/acoustiques et basses fondée en 1989 par Mark Dronge.

## Historique
La société DR Strings est fondée en 1989 par Mark Dronge, le fils du fondateur de Guild Guitars Alfred Dronge. Elle produit différents types de cordes pour guitares électriques, acoustiques ainsi que pour basses, ces cordes ont pour particularité d'être fabriquées à la main.

## Les cordes
On retrouve chez DR Strings un certain nombre de jeux de cordes "signature" avec entre autres les cordes Dimebag Darrell, Alexi Laiho, Bootsy Collins ou encore Marcus Miller.
DR Strings est bien connu pour son traitement K3 breveté qui rallonge considérablement la durée de vie des cordes ainsi que pour ses cordes Néon fluorescentes et de différentes couleurs.
Les cordes DR Strings sont distribuées en France par High Tech Distribution.

## Les utilisateurs
- Alexi Laiho[8]
- Bootsy Collins
- Chris Chew
- Greg Messick
- Marc Rizzo
- Marcus Chapman
- Richard Bona
- Roy Clark[9]